# Пасош Алжира
Пасош Алжира је јавна путна исправа која се држављанину Алжира издаје за путовање и боравак у иностранству, као и за повратак у земљу.
За време боравка у иностранству, путна исправа служи њеном имаоцу за доказивање идентитета и као доказ о алжирском држављанству. Пасош Алжира се издаје за неограничен број путовања.
Грађани Алжира могу путовати без визе у скоро све земље северне Африке али им је потребна виза за улазак у Европску унију.
Грађанима Алжира је такође потребна виза за улазак у Републику Србију

## Језици
Пасош је исписан арапским, француским и енглеским језиком као и личне информације носиоца.